# Slotsholmen
Slotsholmen apró sziget Koppenhága belvárosában, az Inderhavnen (belső kikötő) területén. Itt található a Christiansborg palota , amely helyet ad a dán parlamentnek, a miniszterelnöki hivatalnak és a Legfelsőbb Bíróságnak. Alatta találhatók Absalon püspök 12. századi erődítményének és a Koppenhágai várnak a romjai.
A királyság hatalmi ágai régóta a Slotsholmenen koncentrálódnak. A Legfelsőbb Bíróság 1661-es alapítása óta az itt álló különböző palotákban kapott helyet. A Rigsdag (ma Folketing) a népképviselet 1849-es bevezetése óta itt ülésezik. Végül a miniszterelnöki hivatal is ide költözött két lépcsőben, 1968-ban és 1980-ban. A paloták a 15. századtól 1794-ig a királyi család rezidenciája volt, azóta az Amalienborg palotában laknak, de a Christiansborg palota egy része a mai napig a használatukban van.
A szigeten számos múzeum is található, többek között a Thorvaldsen Múzeum, a Dán Királyi Fegyvermúzeum, a Színházmúzeum és a Zsidó Múzeum. Itt működik a Dán Királyi Könyvtár is, amelynek új épülete a Fekete Gyémánt néven ismert.

## Történelem

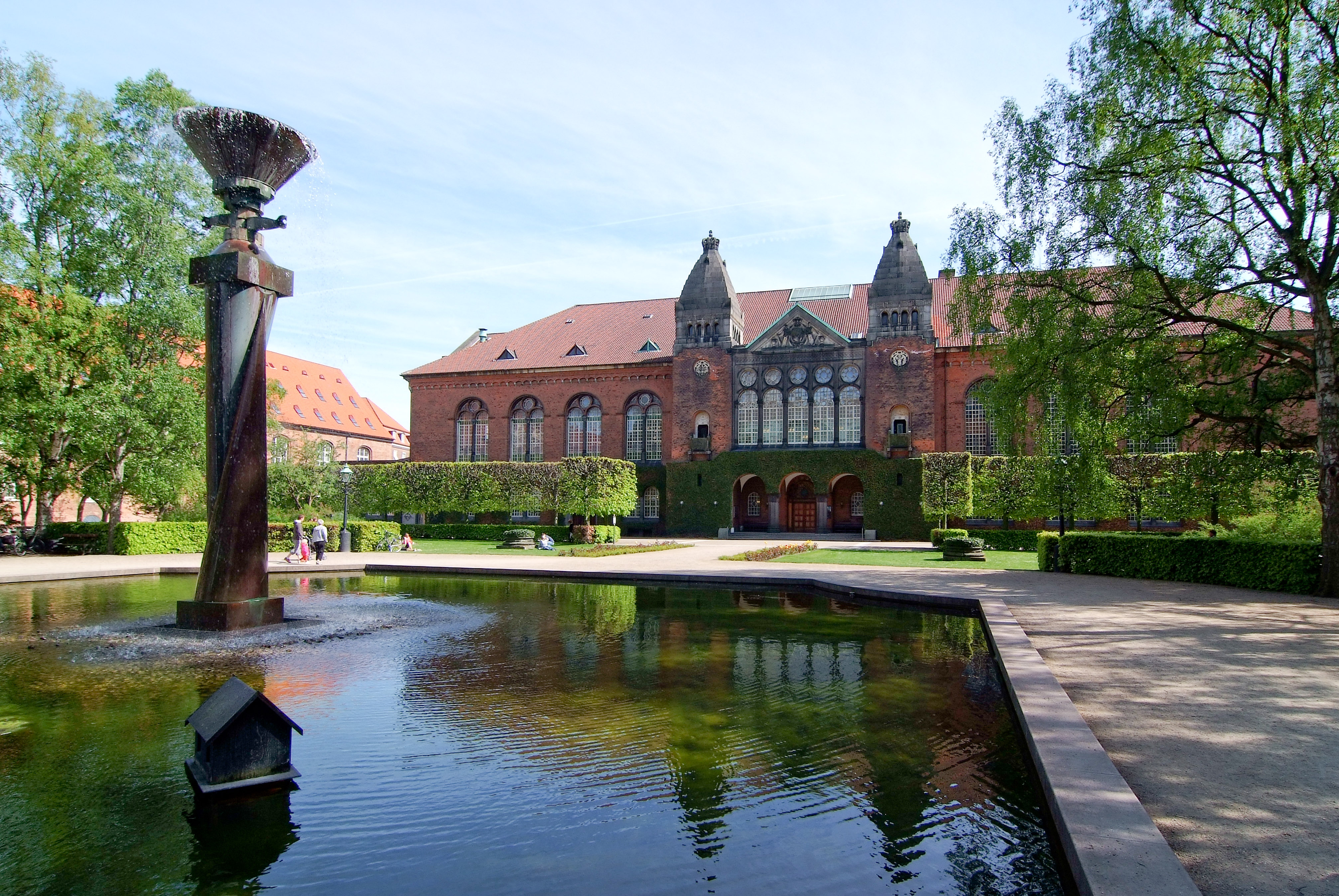
A Dán Királyi Könyvtár régi épülete

A mai Christiansborg palota csak az utolsó azoknak az épületeknek a sorában, amelyek a Slotsholmenen álltak az elmúlt több mint 800 évben. Az évszázadok során egymást váltották itt az épületek a háborúk, átépítések és tüzek miatt.
1167-ben Absalon püspök épített várat a szigete, amely 200 éven át állt. 1369-ben a Hanza-szövetség foglalta el és rombolta le. A romokon azonban hamar új erődítményt emeltek, a Koppenhágai várat. A vár több száz évig állt, és többször újjáépítették. Legismertebb része a Kék Torony nevű börtön, ahol Leonora Christina, IV. Keresztély dán király lánya 22 évig raboskodott. A két ősi épület romjai ma is megtekinthetők.
Az 1720-as években IV. Frigyes dán király alaposan átépíttette az öregedő várat, de fia, VI. Keresztély már 1731-ben leromboltatta, hogy új palotát emeltessen a helyén. Elias David Häusser tervei alapján, Nicolai Eigtved és Laurids de Thurah építészek segítségével egy nagyszabású barokk épületegyüttes jött létre lovaglótérrel és kápolnával. Az épületek 1745-re készültek el, és 1766-ban egy udvari színházat is elhelyeztek a lovaglótér épületeiben. 1794-ben azonban a palota és a kápolna leégett, és csak a lovaglótér épületei vészelték át a tűzvészt.
Míg a királyi család ideiglenesen az Amalienborg palotába költözött, 1803-ban C.F. Hansen vezetésével megkezdődött a neoklasszikus stílusú második Christiansborg palota építése. 1828-ban készült el, de VI. Frigyes úgy döntött, hogy nem költözik bele, csak reprezentációs célokra használta. Az egyetlen uralkodó, aki itt lakott, VII. Frigyes volt 1852-1863 között. Itt kapott helyet a Legfelsőbb Bíróság és a királyi művészeti gyűjtemény is. 1849-ben a népképviselet bevezetésével a Riksdag is itt kapott helyet. 1884-ben ez az épület is leégett, bár ekkor többet sikerült megmenteni a komplexumból.
A harmadik palota építésére Thorvald Jørgensent választották ki csaknem húsz évnyi vita és több tervpályázat után. Az alapkövet 1907-ben rakták le, és több lépcsőben 1928-ra készült el.

## Közlekedés
A szigetet kilenc híd köti össze Sjællanddal és Christianshavnnal. A hidak délnyugatról kezdve, az óramutató járásának megfelelően a következők: Bryghus Bro, Prinsensbro, Marmorbroen, Stormbroen, Højbro, Holmens Bro, Børsbroen, Christian IV's bro és Knippelsbro.